# Kyaikkhami
 Kyaikkhami (Lingua mon: ကျာ်ခမဳ; Lingua birmana: ကျိုက္ခမီမြို့ ; MLC: kyuikhka.mi mrui. (Pron.:  [tɕaiʔkʰəmì mjo̰]); Thai: เชียงกราน), formalmente Amherst, è una città turistica birmana vicino a Thanbyuzayat, nello Stato Mon del sudest della Birmania.
Essa si trova su una penisola a circa 48 km a sud di Moulmein, la capitale dello Stato Mon. È una meta popolare per pellegrini locali e per turisti. La città ha una pagoda (Kyaikkami Yele Pagoda o Kyaik-kami Ye Le Paya) costruita proprio sul mare usando come fondamenta naturali la barriera corallina dell'oceano, che è collegata alla spiaggia e che attrae sempre la gente per il festival dei doni sul mare durante le maree.

## Storia
Fu all'origine un insediamento del popolo Mon. Durante il periodo del Regno di Ayutthaya (un antico regno in Thailandia), la città era probabilmente uno stato vassallo di Ayutthaya ed era noto in Thailandia come Chiang Kran (เชียงกราน) o Chiang Tran (เชียงตราน).
Kaikkhami era sotto il dominio del re birmano prima della prima guerra anglo-birmana.
La moderna Kyaikkhami fu fondata dai Britannici durante l'annessione della regione di Tanintharyi e dello stato di Arakan dopo la prima guerra anglo-birmana. La città era un villaggio di pescatori del Mon, che fu utilizzato come quartier generale per ufficiali alleati al comando per il controllo di parti della Birmania meridionale. Essa fu chiamata Amherst da William Pitt, 1º conte di Amherst, allora Governatore generale dell'India, che occupò la città durante la prima guerra anglo-birmana.
Kyaikkhami (Amherst) divenne presto il capoluogo del distretto di Amherst e la sede de governo britannico, che per un breve periodo governò la regione di Tanintharyi. Più tardi la Gran Bretagna spostò la sede del governo a Moulmein (oggi Mawlamyine). Per questo motivo molti ufficiali britannici e le loro mogli e famiglie birmane vivevano nella zona, con un'ampia presenza di anglo-birmani.
All'inizio del XIX secolo Ann Hasseltine Judson, una delle prime missionarie americane, visse ad Amherst e vi morì il 24 ottobre 1826 di vaiolo. A lei è stata attribuita la prima traduzione delle scritture protestanti in lingua thailandese e l'introduzione del protestantesimo in Thailandia. Ann Hasseltine Judson fu vista come la madre delle scuole missionarie in Myanmar, che divennero le radici dell'educazione moderna nel Paese. Suo marito fu il primo a redigere un dizionario Birmano-Inglese. La sua tomba è ancora visibile nella città.
La maggioranza degli abitanti di Kyaikkhami è buddhista. Nella città è inoltre presente una comunità Thai. Sebbene la città fosse una delle principali del distretto di Amherst, ora è una città turistica nella township di Thanbyuzayat.

## Clima
Il 14 gennaio 2012 Kyaikkhami ha avuto un record di precipitazioni piovose ammontanti a 75 mm. È stato il più alto livello di precipitazioni durante 24 ore di gennaio negli ultimi 30 anni.

## Attività ed Economia di Kyaikkami

### Turismo
La pagoda di Kyaikkami Yele è una delle più note e famose pagode dello Stato Mon di Myanmar. Kyaikkami sta anche promuovendo attivamente l'incremento del turismo, per il quale ha un grande potenziale. Per questo necessita il miglioramento delle strade, la costruzione di hotel internazionali e di altre misure.

### Produzione della gomma
Kyaikkhami ha sperimentato nei passati decenni una rapida crescita nella produzione di gomma naturale. La sua coltivazione risale ai primi anni del novecento. 

### Pesca
Kyaikkhami gode di generose basi per la pesca. A Kyaikkhami vi sono diversi tipi di zone di pesca, comprese quelle costiere e quelle d'altura o da acque profonde. La maggior quantità di pesce è pescata con mezzi commerciali, che comprendono l'uso di reti a strascico, sciabiche, reti da posta. Una minoranza usa ancora tecniche tradizionali quali pesca con canna fissa, giacchi, e trappole.
Il valore dell'esportazione dei prodotti ittici è cresciuto negli ultimi anni con gamberi e pesce disseccato, gamberi freschi, salse a base di pesce e bastoncini di pesce.

### Altro
Le fattorie a Kyaikkhami coltivano riso e allevano animali sia per scopi alimentari che per uso come forza lavoro agricola, ma queste attività agricole formano un settore minoritario nell'economia di Kyaikkhami.
Kyaikkhami produce inoltre adesivi a prova d'acqua e adesivi in polvere per imbarcazioni in legno e in metallo e per navi.

## Galleria d'immagini

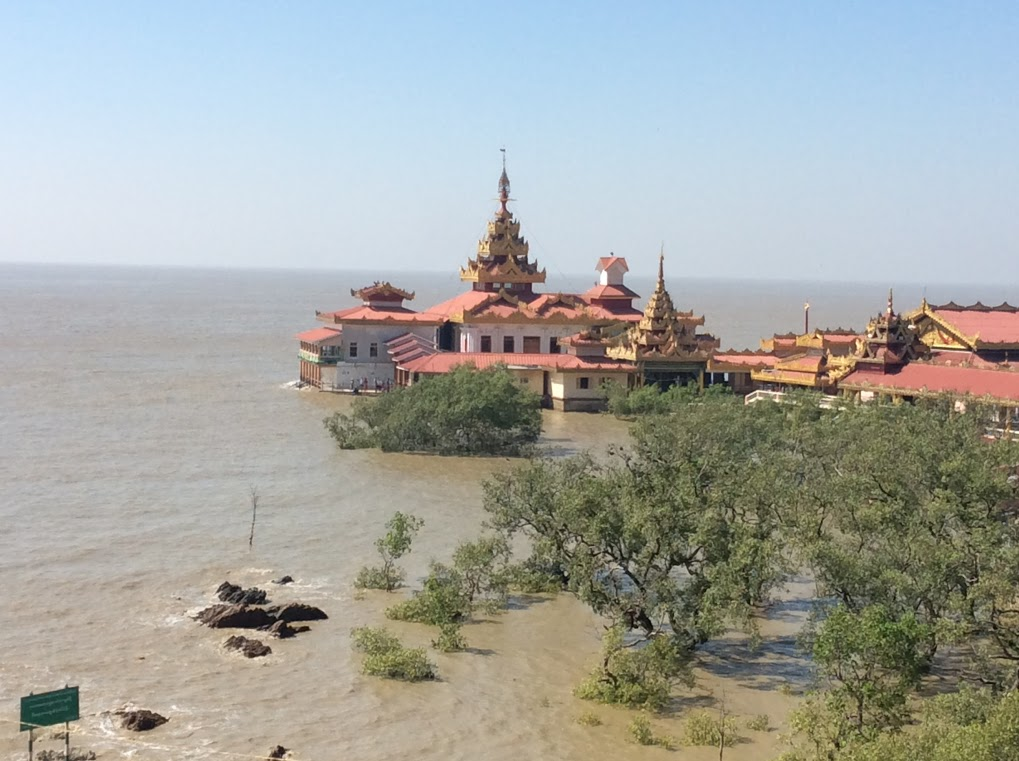
Pagoda Kyaikkami Yele costruita sul mare
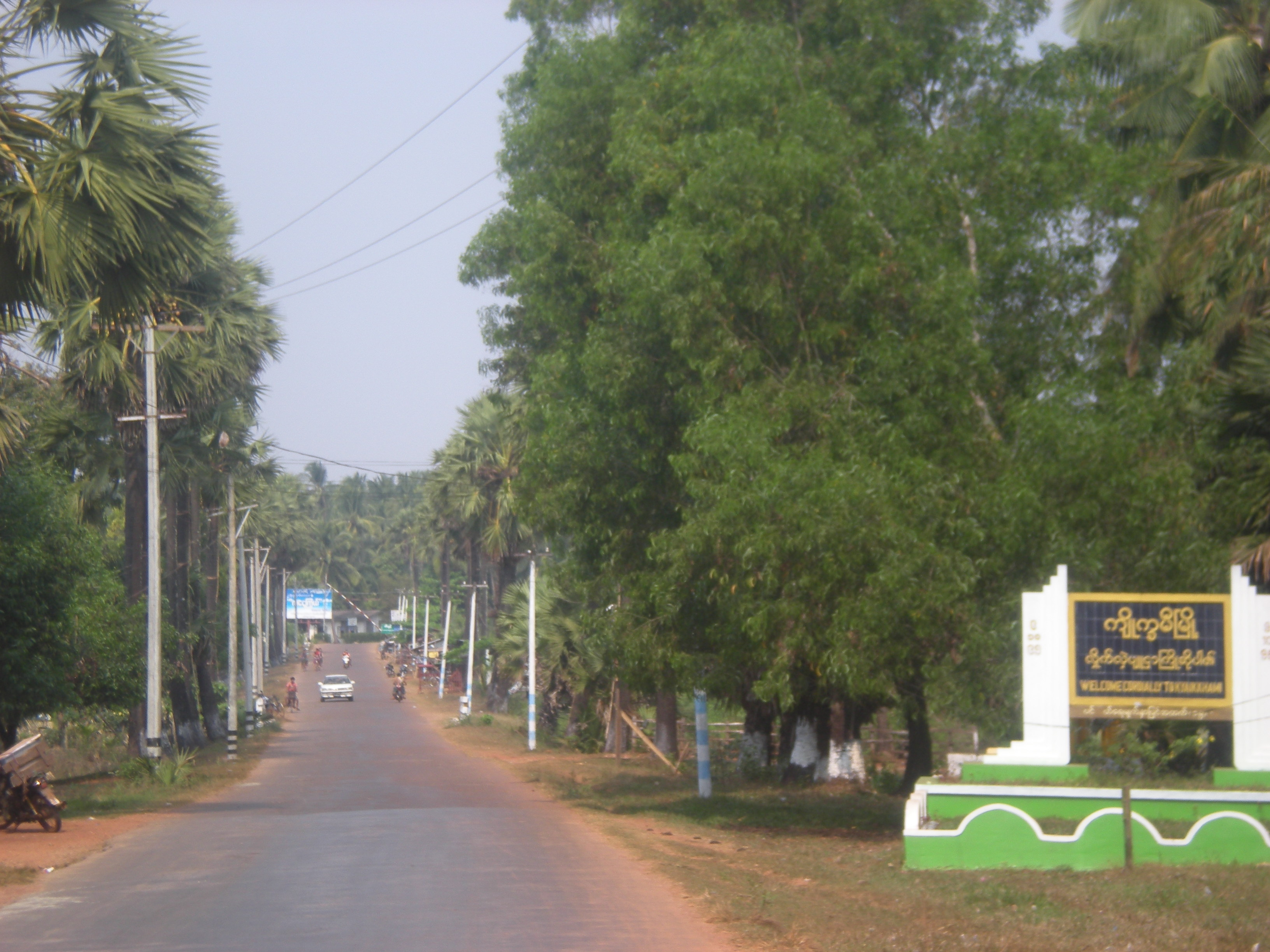
Ingresso a Kyaikkami
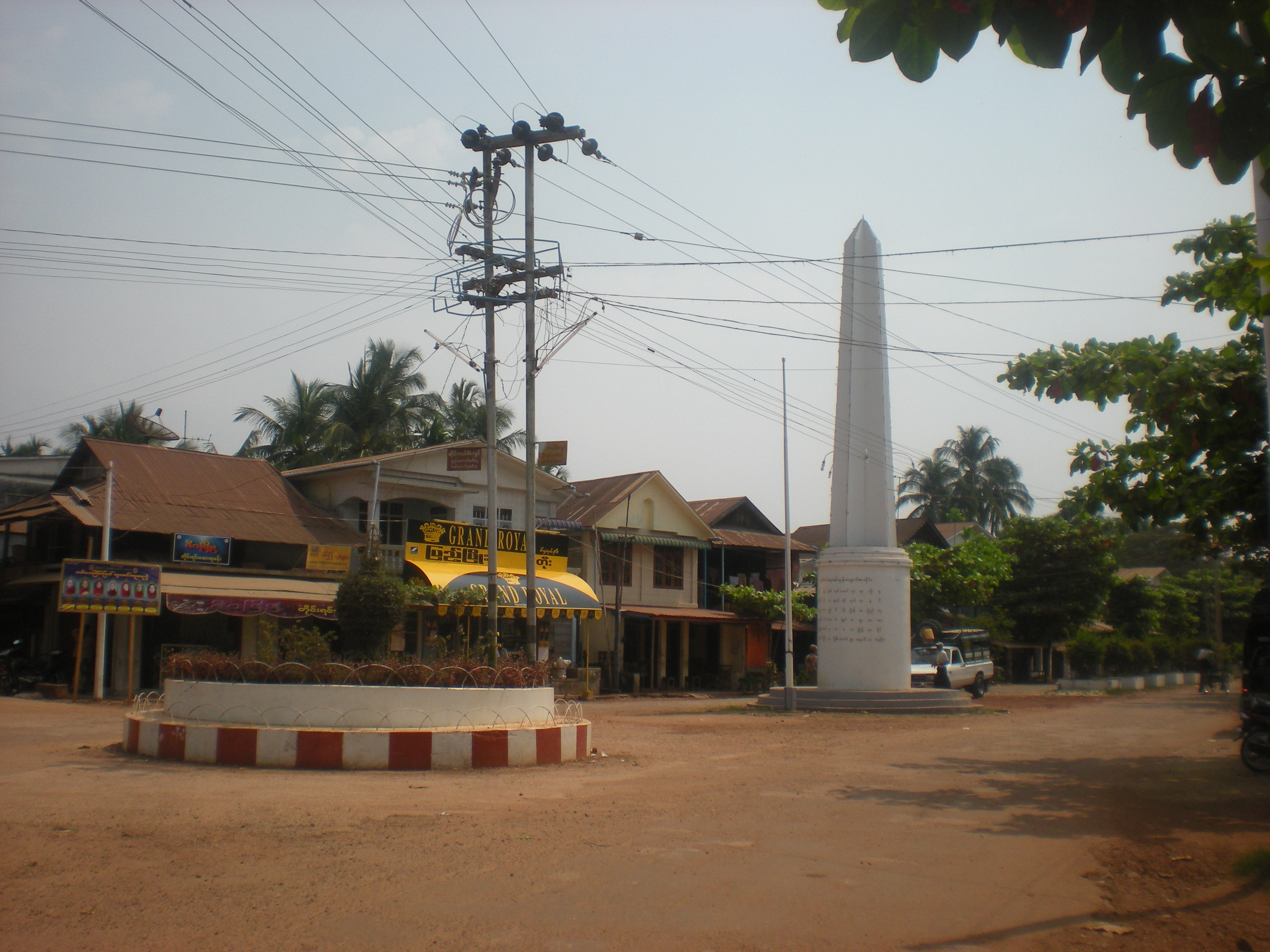
Centro città e monumento
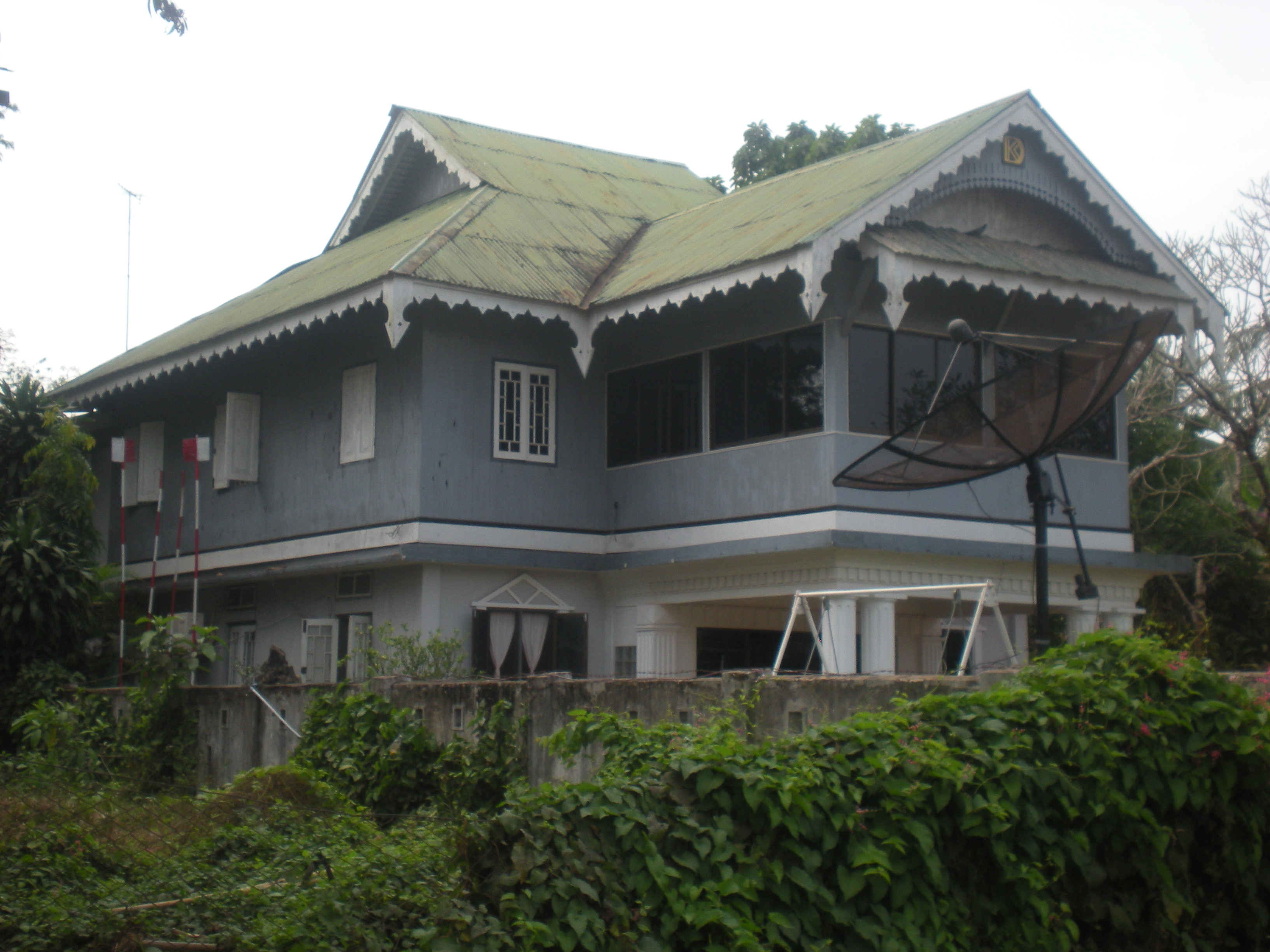
Edificio dell'era coloniale
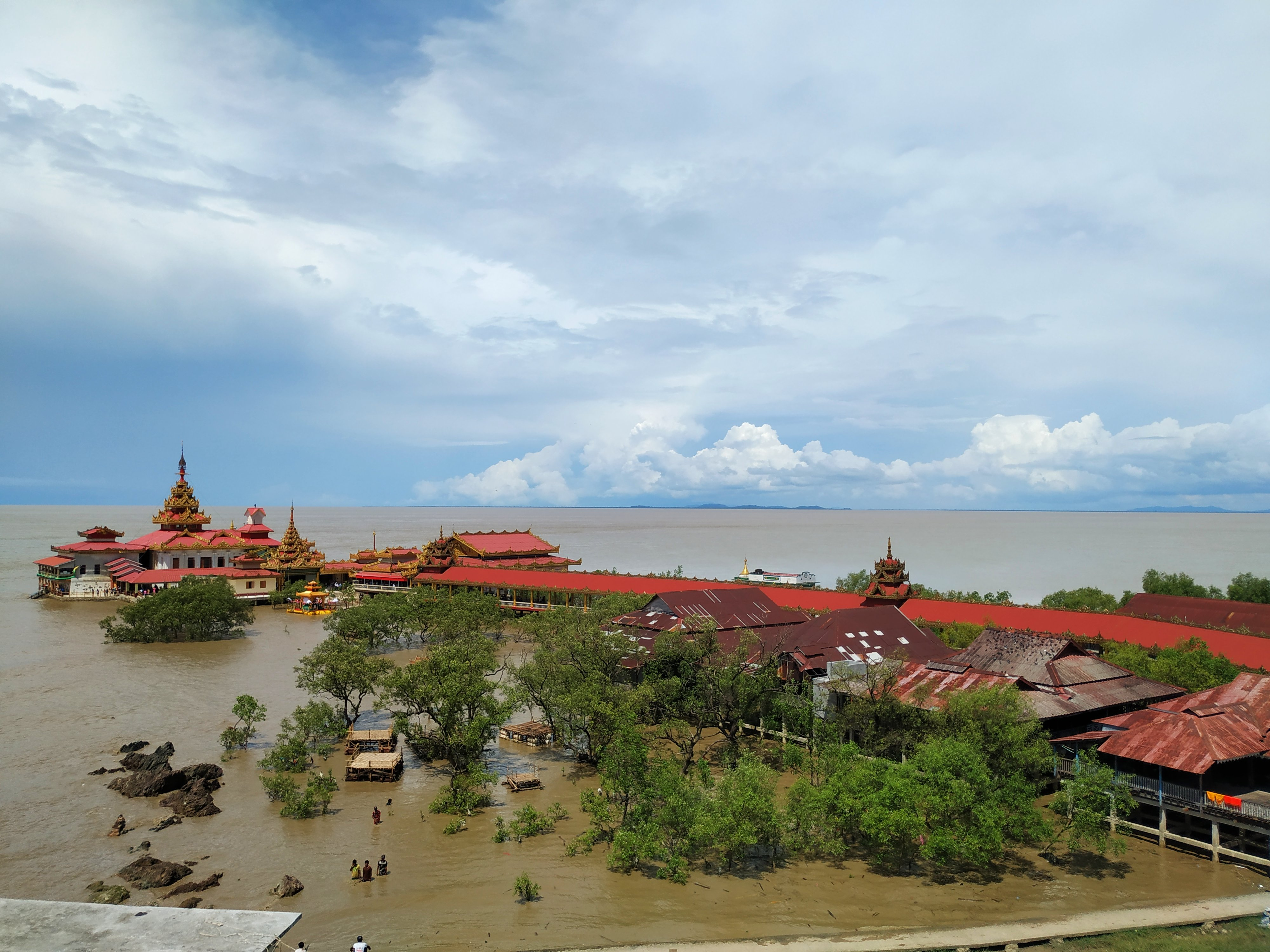
Pagoda Kayikkhami Yele in un giorno di sole
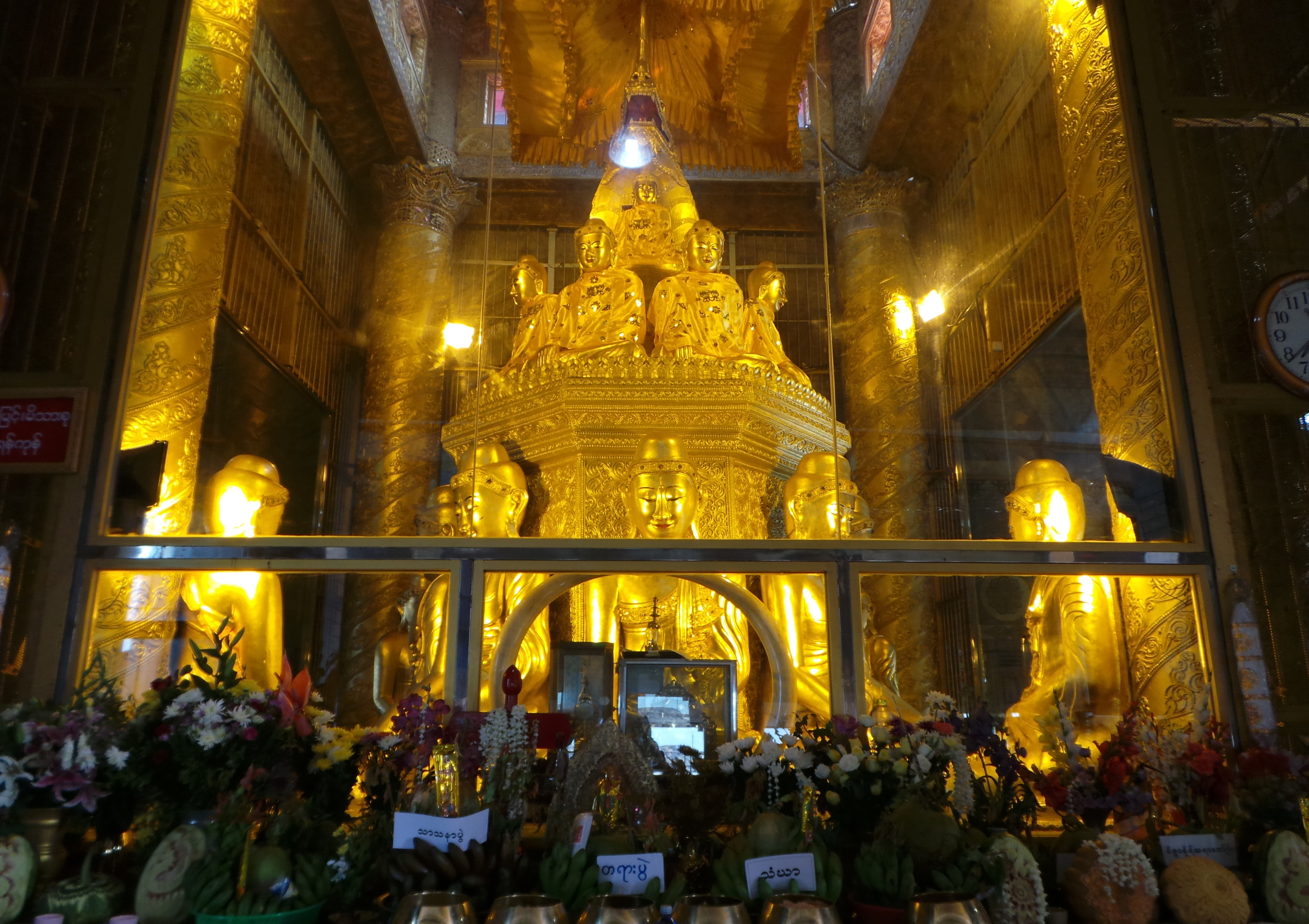
Immagini di Buddha all'interno della Pagoda Kyaikkhami Yele
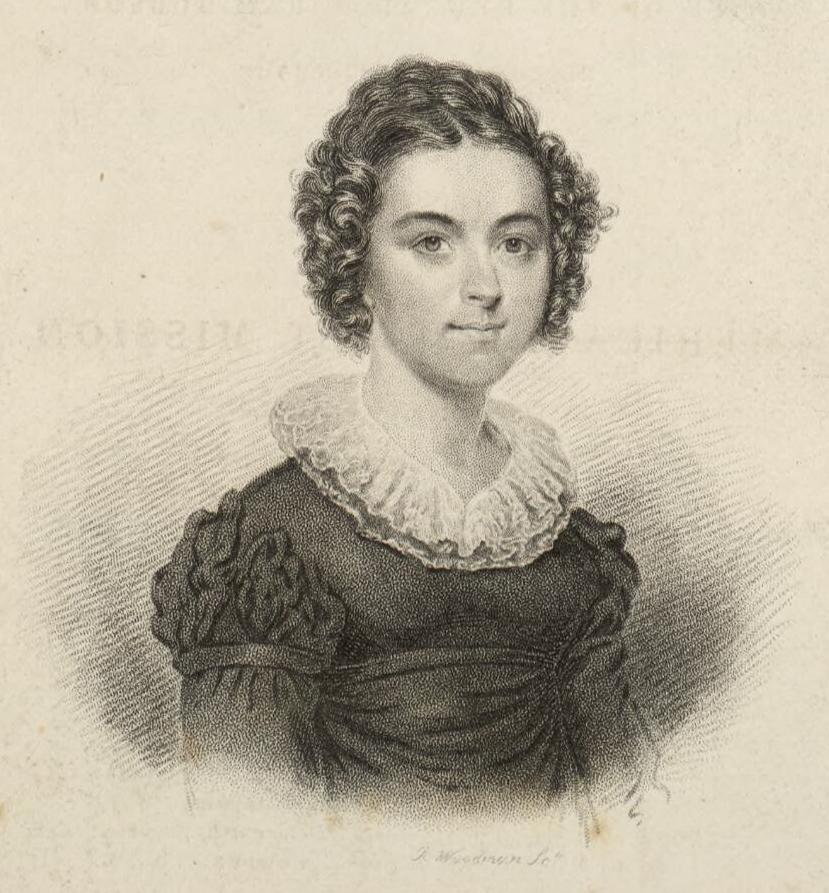
Ann Hasseltine Judson (1789–1826)
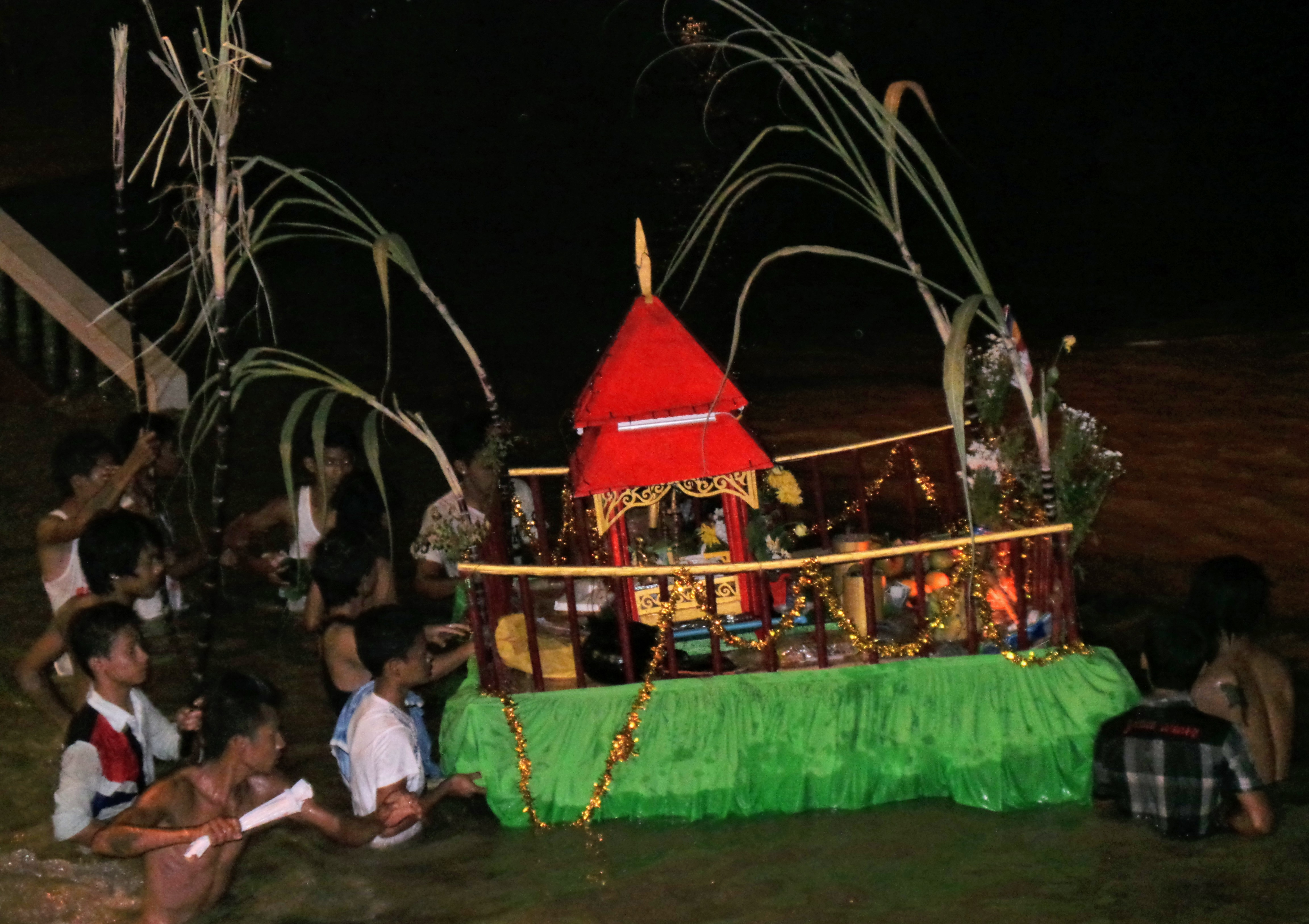
Spostamento di Shin Upagutta Raft durante il festival di Thadingyut
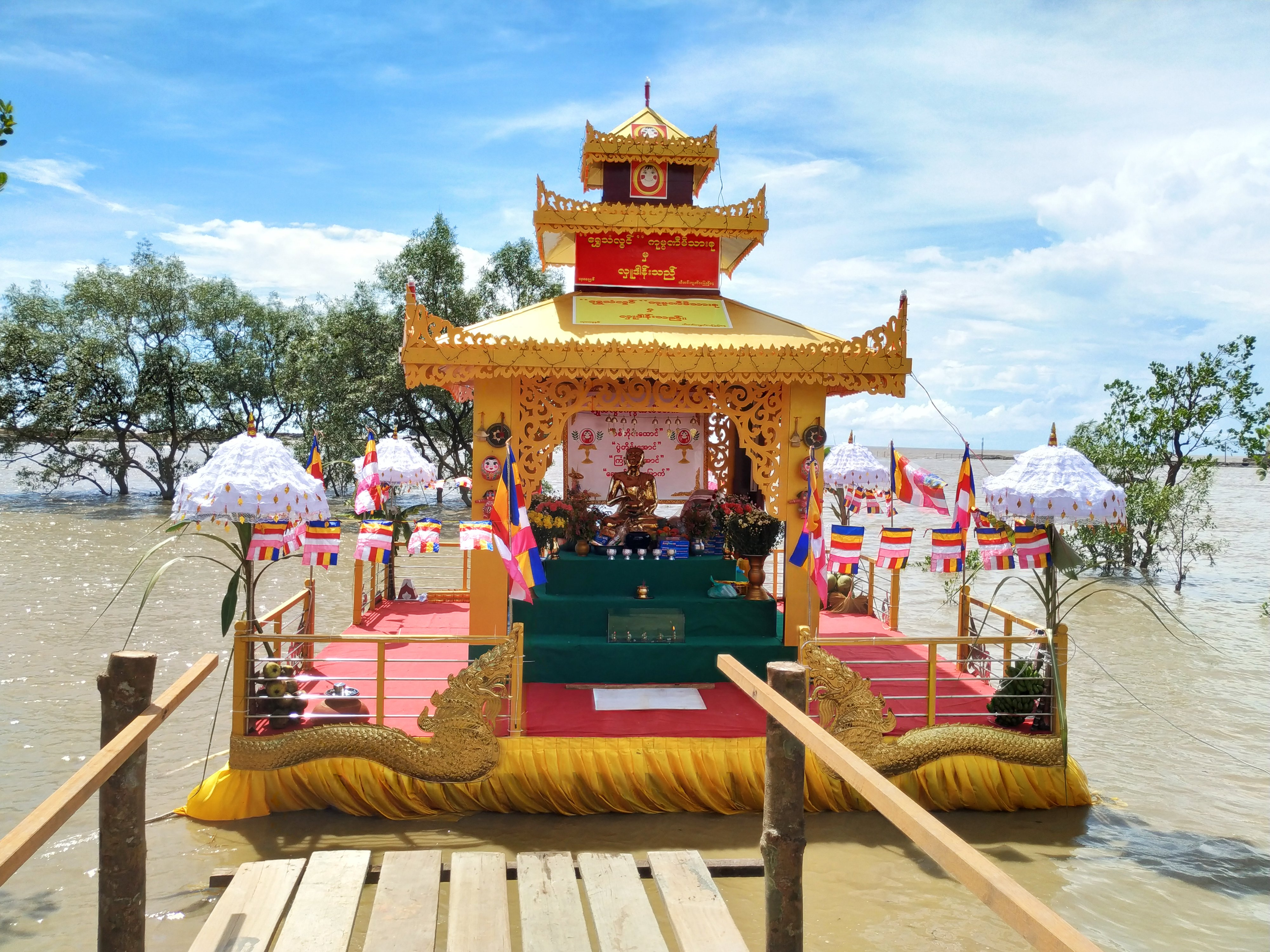
Spostamento di Shin Upagutta
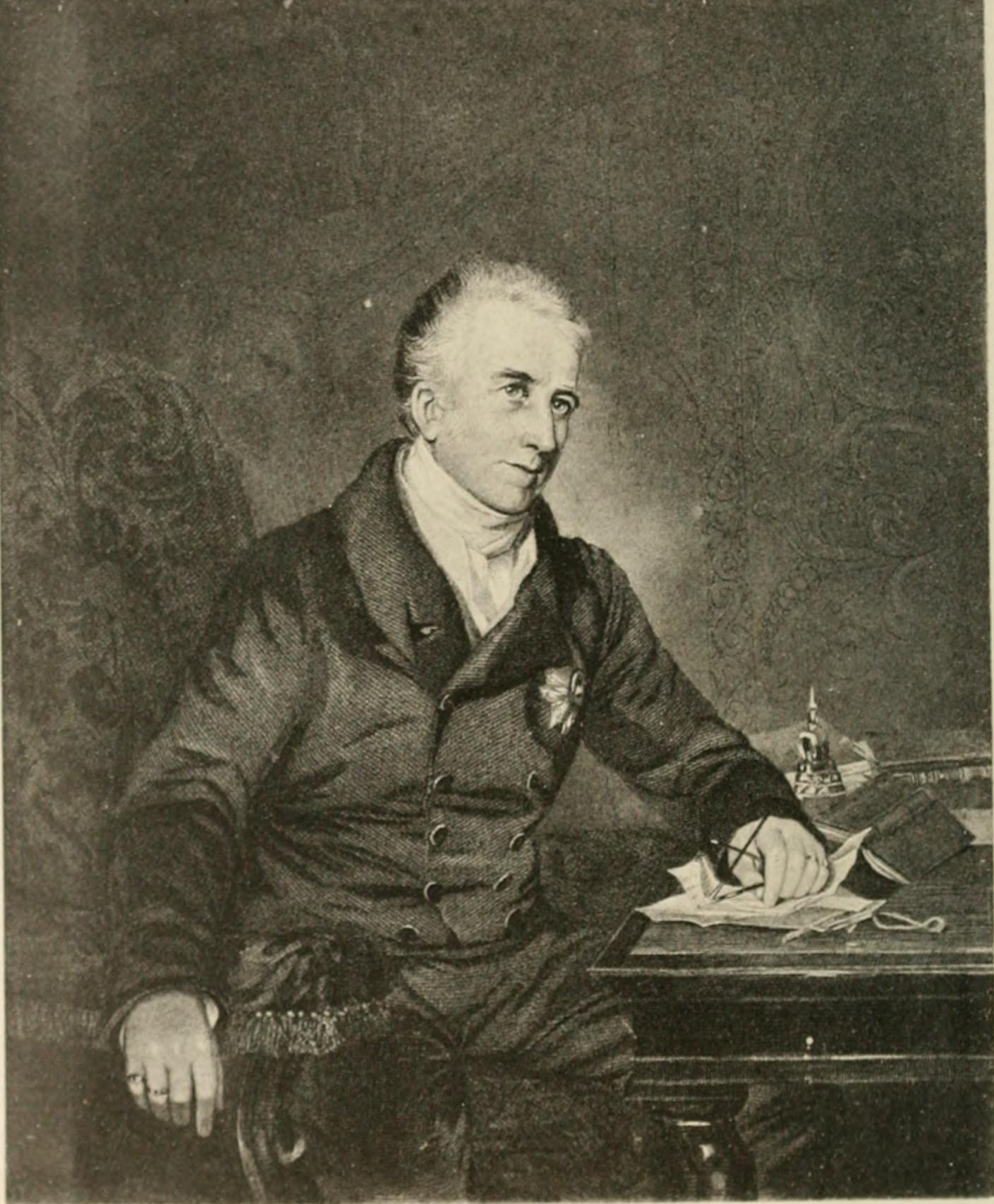
Lord Amherst (1773– 1857)